# 西南岗街道
西南岗街道，是原中华人民共和国黑龙江省佳木斯市向阳区下辖的一个乡镇级行政单位。佳政函【2016】29号文件将西南岗街道撤销，各社区由向阳区直辖。

## 行政区划
原西南岗街道下辖以下地区：
青山社区、佳联社区、前丰社区、联盟社区、佳大社区、学府社区、新华社区和电台社区。